# Родионов, Ярослав Иванович
Ярослав Иванович Родионов (31 мая 1903 года , Санкт-Петербург — 16 июля 1943, Кандалакша) — русский поэт-песенник, драматург, переводчик.

## Биография
Родился в семье казачьего офицера Ивана Александровича Родионова, будущего писателя, и студентки Академии художеств Нины Владимировны, урождённой Анзимировой. Дворянин. Брак распался, когда Ярославу было три года; вместе с младшим братом Владимиром он остался с матерью. Нина Владимировна жила под девичьей фамилией, пока вскоре после революции не вышла замуж за театрального осветителя Георгия Константиновича Самойлова.
В начале 1920-х годов брал уроки у режиссёра и актёра Камерного театра Александра Чаброва. В 1922—1924 играл в театре Кошевского «Нерыдай». В 1924 году вместе с большей частью труппы перешёл в «Синюю блузу». Сочинял стихи для постановок, с конца 1920-х пишет пьесы (как правило, в соавторстве), слова для эстрадных песен, занимается переводческой работой. Принят в СП СССР. В начале 1941 года написал слова для «Песни старого извозчика», ставшей известной в исполнении Леонида Утёсова.

## Великая Отечественная война
С ноября 1941 года — сотрудник газеты Северного флота «Краснофлотец» в Полярном, также работал в Ансамбле песни и пляски Северного флота, писал для него частушки. Летал через линию фронта, выходил в море на боевых кораблях. Повесть «Новые похождения Швейка», написанная в 1942 году, осталась неопубликованной.
В мае 1943 года награждён Орденом Красной Звезды.

## Гибель
В июле 1943 года, возвращаясь с труппой ансамбля на поезде после выступления в частях Северного Флота, попал под бомбёжку возле станции Полярный Круг и получил тяжёлое ранение, умер на станции города Кандалакша. Похоронен с воинскими почестями в городе Полярный.

## Память
В Полярном установлен памятник поэту возле историко-краеведческого музея.

## Семья
- первая жена — Елена
  - сын Владимир умер в школьном возрасте
- вторая жена — актриса Евгения Гаркуша, с которой он познакомился на съёмках фильма «Пятый океан»

## Постановки пьес
- Ван Ши бин (1932, в соавторстве с П. Фурманским)
- Первая башня (1933)
- Наши сердца (1935—1936)

## Издания
- Груз. Пьеса в 3-х действиях. — М.: ГИХЛ, 1934 (в соавторстве с С. Кантором)
- ФД—20-17. Пьеса в 3=х действиях с прологом. — М.: Гослитиздат, 1934 (в соавторстве с С. Кантором)
- Женщина в море. Комедия в 3-х действиях по одноимённой повести А. Новикова-Прибоя. — М.: Цедрама, 1935
- Приваловские миллионы. Пьеса в 4-х действия, 10 картинах по Мамину-Сибиряку. — М.: Искусство, 1938 (в соавторстве с С. Кантором)

### Переводы
- Баазов Г. Ицка Рихинашвили. Трагедия. — М., 1938
- Гендель Г. Ф. Самсон. Оратория. Либретто. — М., 1939
- Сабо Ф. Пять венгерских песен. — М.; Л., 1939